# Héctor Tomás Rodríguez
Héctor Tomás Rodríguez, conocido artísticamente como Héctor, y familiarmente como el gaucho (San Nicolas de los Arroyos, 18 de septiembre de 1920 - Buenos Aires, 25 de diciembre de 1971) fue un destacado dibujante e historietista argentino que publicó gran cantidad de tiras y dibujos en distintos medios gráficos argentinos de mediados del siglo xx.

## Biografía
Héctor Tomás Rodríguez nació en la ciudad de San Nicolás de los Arroyos (provincia de Buenos Aires) el 18 de septiembre de 1920.
Inició su carrera al publicar un dibujo en la revista Páginas de Columba, que era una de las principales revistas de historietas de la época. Luego, comenzó a publicar de forma profesional como ayudante de Quirino Cristiani, un pionero de los dibujos animados en la Argentina.
También dibujó caricaturas en gran cantidad de revistas de importancia de mediados del siglo xx, tanto de historietas como deportivas. Entre las revistas en las que publicó se encuentran: El Gráfico, La Cancha, Mundo Argentino, Leoplán, Estampa, Caras y Caretas, El Hogar, ¡Aquí Está!, Mundo Agrario, Mundo Radial y PBT, entre otros; así como en periódicos como Crítica,diario donde dibujó a grandes figuras deportivas de la época hasta la desaparición en 1962. También en dicho periódico ilustró noticias policiales. Allí también creó en 1934 el personaje "El Nuevo Rico” y su mayordomo Federico, que tuvo mucha aceptación del público, llegando a tener una revista propia en la década de 1960.Además, se llegó a crear una polka con este personaje, musicalizada por Roberto Zerrillo y Juan Carlos Howard.
Por su parte, se destacó durante las décadas de 1940 y 1950 por sus publicaciones en la revista Mundo Deportivo tenía una página entera a color en la que se dedicaba a brindar un panorama humorístico del deporte argentino. En ella desfilaban una gran cantidad de personajes que participaban con pequeñas acciones en una trama común. presentando allí más de 50 personales, entre ellos: Nora y su peor es nada, los Ramachuza, Sinforoso Puracepa, Chuchi, el profesor Marote. Algunos de estos alcanzaron fama y se destacaron del resto, como el fotógrafo Olivieri y José Eduardo Pastor, el vendedor de "chuenga", que era una golosina que fabricaba junto con su esposa y vendía en los eventos deportivos, sobre todo en los partidos de futbol. A su vez, en estas páginas abarcaba una gran cantidad de disciplinas deportivas, como automovilismo, hockey, motociclismo, actividades acuáticas y aéreas, golf, hípica, bochas, fútbol, atletismo, paleta, esgrima, tenis, patinaje, ajedrez, levantamiento de pesas, entre otros muchos.
Ya en la década de 1960 tuvo páginas de humor en las revistas El Tony y D'Artagnan, donde publicaba una serie denominada "Ídolos del Futbol". Esta sección la publicó hasta su muerte ocurrida en Buenos Aires un 25 de diciembre de 1971.